# 미쿠리야촌 (나가사키현)
미쿠리야촌(御厨村)은 나가사키현 기타마쓰우라군에 있던 촌이다. 

## 역사
- 1889년 4월 1일 - 정촌제 시행에 의해 기타마쓰우라군 미쿠리야촌이 성립하였다.
- 1941년 1월 1일 - 호사카촌과 합병, 정으로 승격해 신미쿠리야정이 성립하여 미쿠리야촌은 소멸하였다.

## 교통

### 철도
- 일본국유철도
  - 이마리선

## 참고문헌
- 角川日本地名大辞典 42 長崎県